# FC BATE Borisov
BATE Borisov este un club de fotbal din Barysaŭ, Belarus. Joacă în prima ligă din Belarus și sunt campionii en-titre. Își dispută meciurile de acasă pe Stadionul Haradzki. 
Clubul a fost fondat în 1973, și reînființat în 1996. Din 1996 FC BATE a câștigat de șase ori campionatul național, de patru ori între 2006 și 2009, și a jucat în cupele europene împotriva unor echipe precum AC Milan, Bologna sau 1860 München. 
Jucători importanți precum Alexander Hleb (VfB Stuttgart, Arsenal), Vitali Kutuzov (AC Milan, Sporting, Avellino, Sampdoria, Parma, Pisa) sau Yuri Zhevnov (FC Moscova) și-au început cariera la BATE Borisov, și au ajuns la echipa națională de fotbal a Belarusului. 
FC BATE este prima echipă din Belarus care a ajuns în a treia rundă de calificare în Liga Campionilor, unde a fost învinsă de Steaua București. .

## Palmares
- Prima Ligă Bielorusă (15): 1999, 2002, 2006, 2007, 2008, 2009, 2010, 2011, 2012, 2013, 2014, 2015, 2016, 2017, 2018

- Cupa Belarusului (3): 2006, 2010, 2015

- Supercupa Belarusului (7): 2010, 2011, 2013, 2014, 2015, 2016, 2017

## Europa
- UEFA Europa League
  -  Șaisprezecimi (2) : 2011 2013